# Galateoïdeus
Els galateoïdeus (Galatheoidea) són una superfamília de crustacis decàpodes de l'infraordre dels anomurs. Els representants més coneguts són els sastres, de la família dels galateids.
Són simètrics com les llagostes però tenen l'abdomen doblegat ventralment. Són bentònics, en fons de roca i sorra, i solen ser carnívors (s'alimenten de petits crustacis i poliquets) o necròfags.

## Sistemàtica
La superfamília es divideix en quatre famílies:
- Família Galatheidae Samouelle, 1819
- Família Munididae Ahyong, Baba, Macpherson & Poore, 2010
- Família Munidopsidae Ortmann, 1898
- Família Porcellanidae Haworth, 1825

L'única família present en el Mediterrani occidental és la dels galateids (Galatheidae), i les espècies més comunes pertanyen als gèneres Galathea i Munida.